# Meycauayan
Meycauayan, Tagalog: Lungsod ng Meycauayan, ist eine philippinische Gemeinde (Component City) im Süden der Provinz Bulacan, in der Verwaltungsregion III, Central Luzon. Nach dem Zensus von 2015 hatte Meycauayan City 209.083 Einwohner, die in 26 Barangays lebten. Sie wird als Gemeinde der dritten Einkommensklasse auf den Philippinen und als urbanisiert eingestuft.
Meycauayan Nachbargemeinden sind Marilao und Bocaue im Norden, Bulacan im Westen, Obando im Südwesten, Valenzuela City im Süden und Caloocan im Osten. Die Topographie der Stadt ist gekennzeichnet durch das Flachland der zentralen Luzon-Tiefebene.
In Meycauayan ist die älteste Stadt in der Provinz Bulacan, sie wurde 1578 von Mönchen des Franziskanerordens gegründet.

## Söhne und Töchter der Gemeinde
- Lydia de Vega (1964–2022), Leichtathletin

## Baranggays
| - Bagbaguin - Bahay Pare - Bancal - Banga - Bayugo - Caingin - Calvario - Camalig - Gasak - Hulo - Iba - Langka - Lawa | - Libtong - Liputan - Longos - Malhacan - Pajo - Pandayan - Pantoc - Perez - Poblacion - Saluysoy - Tugatog - Ubihan - Zamora |

## Galerie

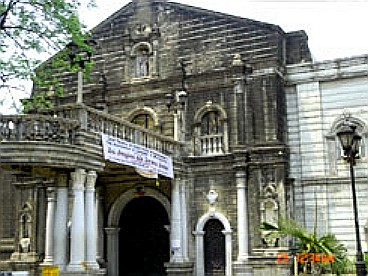
Gemeinderkirche des heiligen Franziskus von Assisi in Meycauayan City
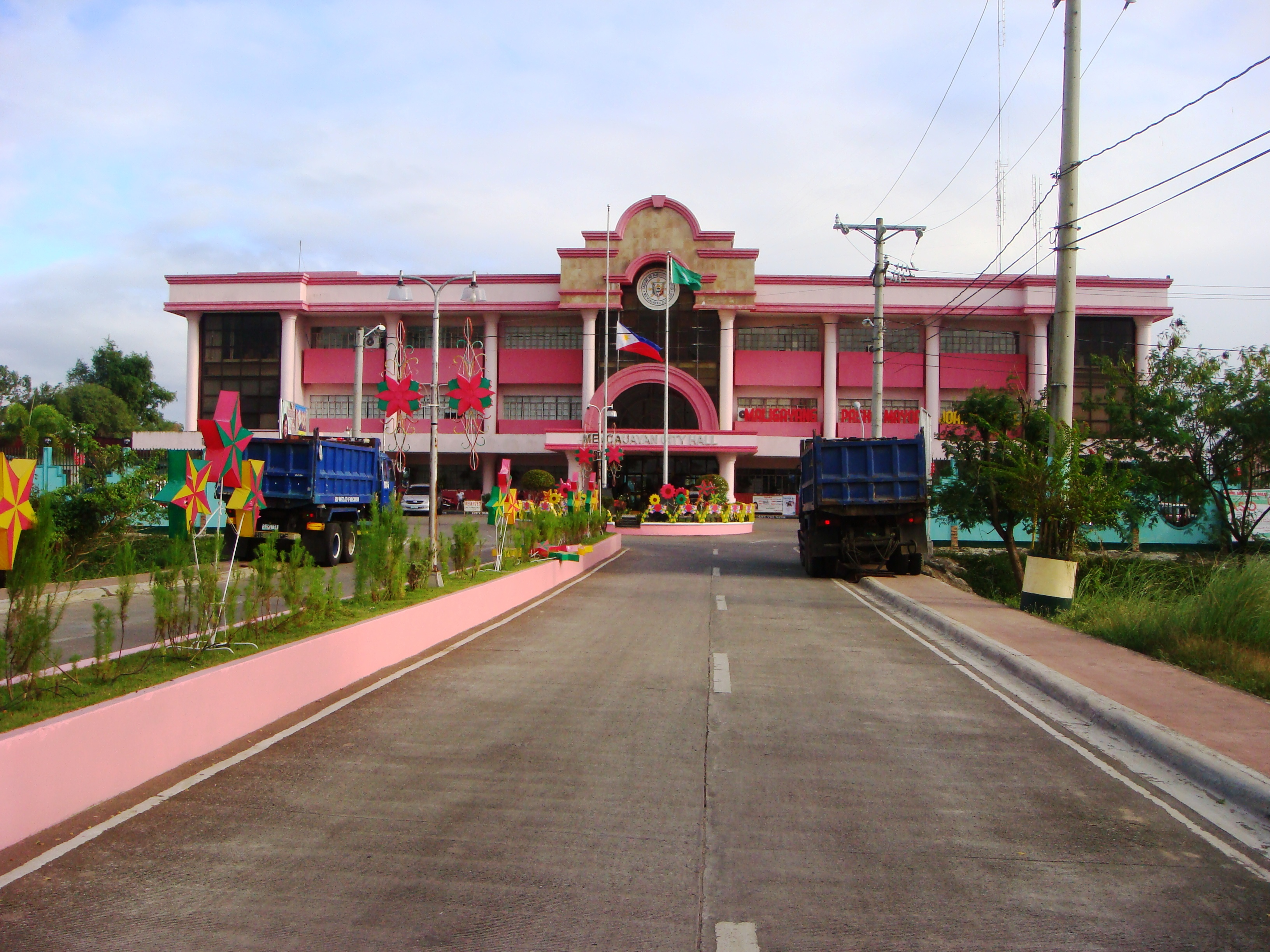
Rathaus von Meycauayan City
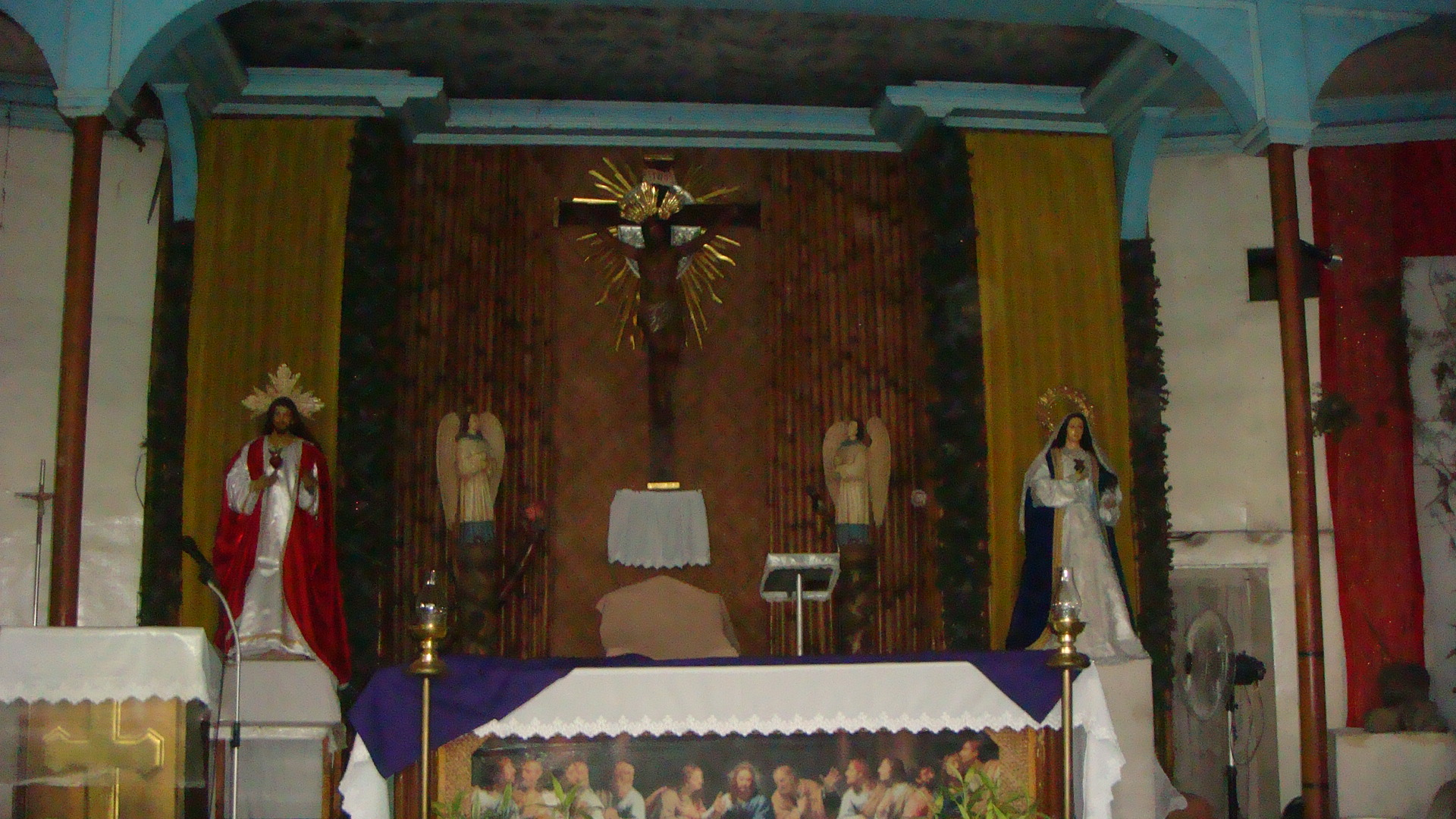
Schrein in der St. Bartholomew Church
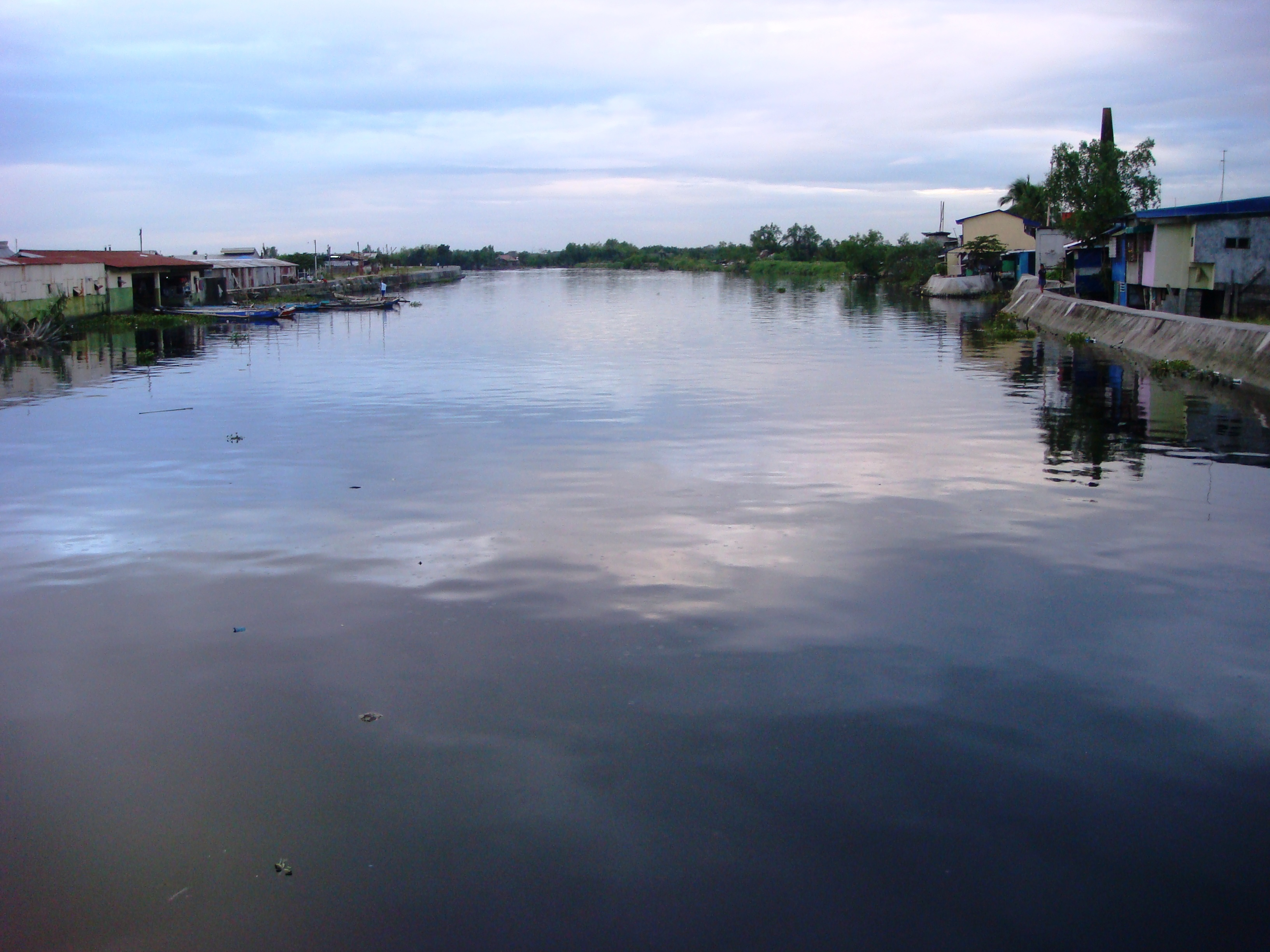
Der Meycauayan River
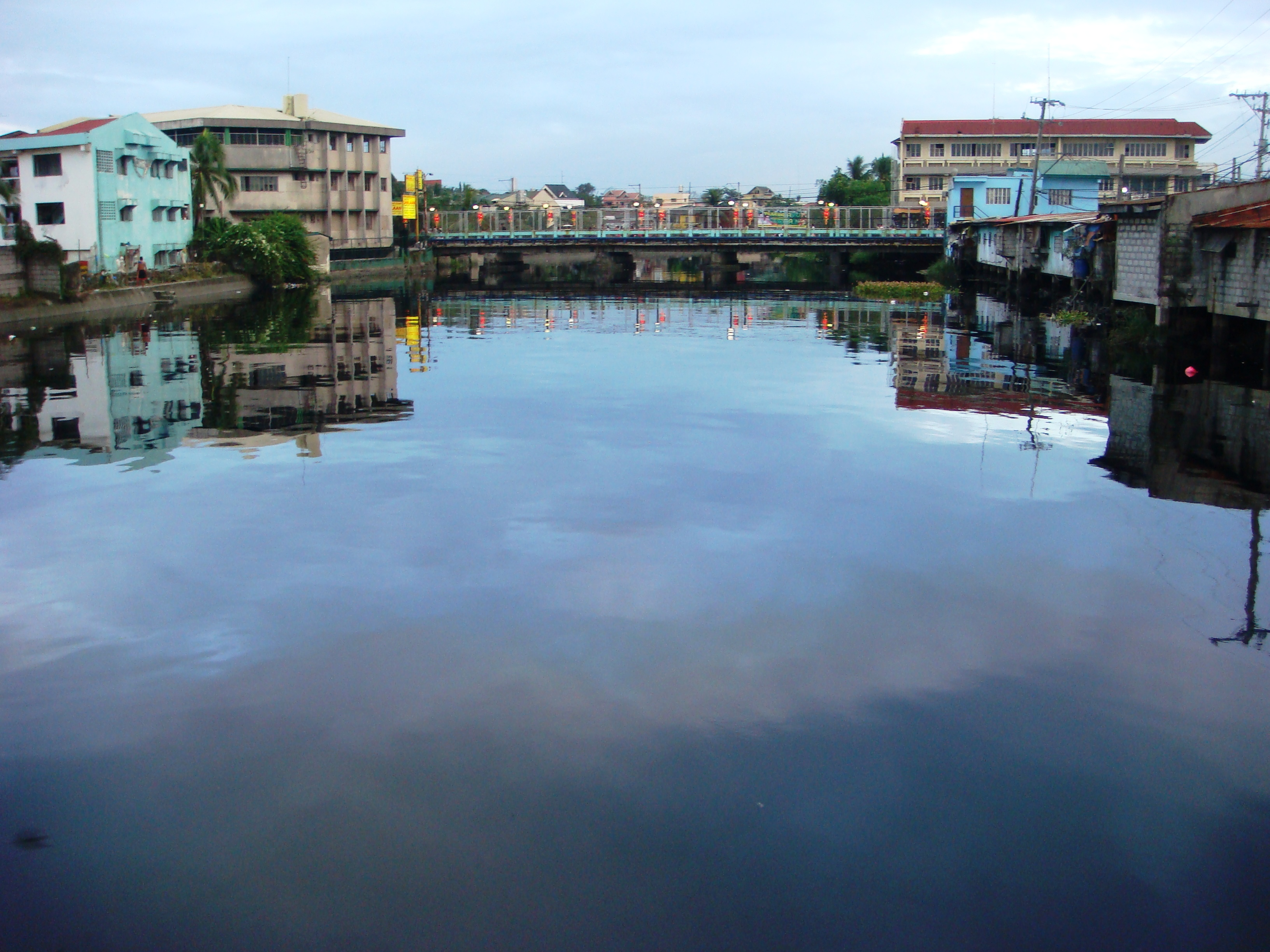
Brücke über den Meycauayan River